# ماثيو غينز
ماثيو غينز هو سياسي أمريكي، ولد في 4 أغسطس 1840 في الإسكندرية في مصر، وتوفي في 11 يونيو 1900 في غيدينغز في الولايات المتحدة. نشط حزبياً في الحزب الجمهوري. وقد انتخب عضو مجلس ولاية تكساس ‏.